# Ів Роше
Ів Роше (фр. Yves Rocher; 7 квітня 1930 — 26 грудня 2009) — французький підприємець, засновник відомої корпорації Yves Rocher, що носить його ім'я і виробляє «рослинну косметику». За задумом Роше, його продукція повинна була створюватися з природних інгредієнтів і бути доступною широкому кругу споживачів.
Марка Yves Rocher була створена в 1959 році, а перші його магазини відкрилися в 1969-му — до цього товари розсилалися поштою. Станом на 2009 в компанії трудяться 15 тисяч чоловік по всьому світу, підприємства Yves Rocher розташовані в трьох десятках країн, і компанія має оборот у два мільярди євро.
Крім підприємницької діяльності, Роше займався суспільною роботою: протягом 46 років, з 1962 року по 2008-ій, він обіймав посаду мера у своєму рідному містечку Ла-Гасії в Бретані.
Офіцер (1992) и командор (2007) Ордену Почесного легіону.